# Taramagliszt
A taramagliszt (E417) élelmiszeripari adalékanyag, amelyet a Dél-Amerikából származó, de a mediterrán régióban is termesztett fából, a Cesalpinia spinosából állítanak elő. 

## Tulajdonságai
A taramagliszt íztelen, szagtalan, viszkózus, vízben jól oldódó poliszacharid-keverék. Vízben oldva áttetsző gélt alkot.

## Felhasználása
- mivel nagyon jól megtartja a vizet, égési sérülések kezelésére alkalmazható
- élelmiszerek sűrítőanyagaként, stabilizátorként, valamint emulgeálószerként alkalmazzák, E417 néven. Számos élelmiszerben megtalálható.

## Egészségre gyakorolt hatásai
Időnkénti, napi maximális beviteli mennyiségét 25 mg/testsúlykg-ban határozták meg. Nagy mennyiségű fogyasztása puffadást okozhat. Ilyen nagy töménységet élelmiszerek nem tartalmaznak, mert erősen viszkózus tulajdonsága miatt jelentősen megváltoztatná az élelmiszer állagát (nagyon besűrítené).